# نفون (الدقم)
نفون هي قرية ومنطقة سكنية تقع في ولاية الدقم، التابعة لمحافظة الوسطى في سلطنة عمان. يقدر عدد سكانها بـ 185 نسمة حسب إحصاء عام 2010 التابع للمركز الوطني للإحصاء والمعلومات الحكومي. رمز المنطقة هو 110310180.

## المواقع الأثرية
خلص فريق من علماء الآثار والمختصين التابعين لمعهد علم الآثار التابع للأكاديمية التشيكية للعلوم خلال دراسات تنقيبية إلى رصد عدد 155 موقعا أثريا في قرية نفون وحوالي 900 موقع أثري في ولاية الدقم بين عامي 2015م و2022م.
جاء ذلك نتيجة تعاون الهيئة العامة للمناطق الاقتصادية الخاصة والمناطق الحرة ووزارة التراث والسياحة العمانية وبالتنسيق مع معهد علم الآثار التابع للأكاديمية التشيكية للعلوم بدراسة ورصد المواقع الأثرية في ولاية الدقم 
حيث عكف فريق العلماء بالمعهد على دراسة عدة مواقع أثرية ومستوطنات للإنسان في ولاية الدقم بشكل عام وقرية نفون الواقعة في الدقم.

## حصاة حمر
«جزيرة حمر أو حصاة حمر» كما يطلق عليها السكان المحليين هي عبارة عن صخرة كبيرة تحيط بها مياه البحر من كل جانب ويصل ارتفاعها لـ 98 مترًا وعرض سطحها يصل إلى 155 مترًا وتبدو من بعيد كعمود صخري كبير يظهر في عرض البحر، حيث تبعد عن شاطئ «نفون» مسافة 6 كيلومترات.
جدير بالذكر أنه اتخذت ولاية الدقم من هذه الصخرة شعارًا لها.

## الترويج السياحي لحصاة حمر
المنطقة الاقتصادية الخاصة بالدقم تسعى إلى الترويج السياحي لهذه الجزيرة والتي ستؤدي إلى استقطاب السياح والغواصين والمهتمين بالجيولوجيا، حيث قامت في ديسمبر 2021 بتدشين العمل في مشروع حديقة الشعاب المرجانية الاصطناعية عبر إغراق أنوبين بالمنطقة القريبة من الجزيرة من أجل إيجاد بيئة جاذبة فيها للأحياء البحرية والغواصين وتوفير تجربة غوص للسياح.

## الوصلات الخارجية
- المركز الوطني للإحصاء والمعلومات، سلطنة عمان